# Claudius Winterhalter

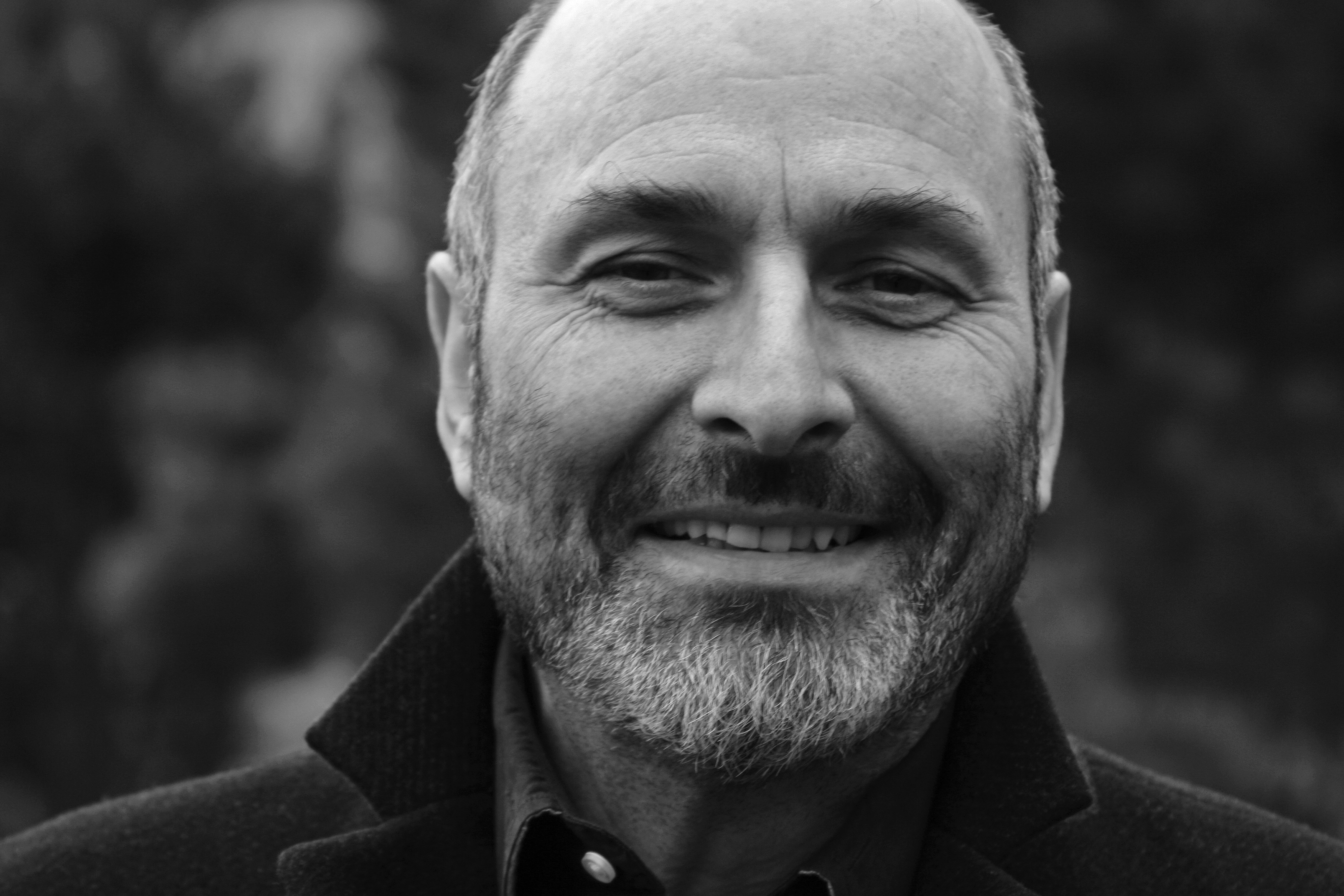
Claudius Winterhalter

Claudius Winterhalter (* 10. April 1953) ist ein deutscher Orgelbauer.

## Leben und Wirken
Claudius Winterhalter bekam erste Kontakte zum Orgelbau in der Werkstatt seines Vaters, des Orgelbauers Franz Winterhalter, der auch als Kirchenmusiker tätig war. Von ihm erhielt er den ersten Klavier- und Orgelunterricht, später erlernte er noch Querflöte zu spielen.
Nach der Ausbildung zum Orgelbauer und folgenden Praxisjahren legte er 1975/1976 an der Instrumentenbaufachschule in Ludwigsburg die Meisterprüfung ab. Er war damals einer der jüngsten Orgelbaumeister überhaupt. Claudius Winterhalter bildete sich danach in verschiedenen Werkstätten weiter, insbesondere betrieb er intensive Studien zum Aufbau französischer Orgeln des 18. und 19. Jahrhunderts. Im Sommer 1983 übernahm er offiziell die väterliche Werkstatt.
Schwerpunkte von Claudius Winterhalters Tätigkeit sind die Fachbereiche Intonation und Gestaltung. In seiner Werkstatt sind in der Regel zehn Mitarbeiter beschäftigt. Er lebt und arbeitet in Zell am Harmersbach und Oberharmersbach im Schwarzwald.

## Werkliste (Auswahl)
| Jahr      | Ort                   | Kirche                             | Bild | Manuale | Register           | Bemerkungen |
| --------- | --------------------- | ---------------------------------- | ---- | ------- | ------------------ | --- |
| 1973      | Buchholz              | St. Pankratius                     |      | II      | 22                 | → Orgel |
| 1982      | Fahrnau               | Unbefleckte Empfängnis Mariä       |      | I       | 6                  | → Orgel |
| 1983      | Karlsruhe             | Christi Auferstehung               |      | II      | 16                 | → Orgel |
| 1984      | Kork (Kehl)           | Herz Jesu                          |      | II      | 15                 | |
| 1985      | München               | Dreifaltigkeitskirche              |      | II      | 15                 | |
| 1986      | Glottertal            | St. Blasius                        |      | II      | 30                 | → Orgel |
| 1987      | Ottersweier           | St. Johannes                       |      | III     | 34                 | |
| 1989      | Tauberbischofsheim    | St. Martin                         |      | III     | 40                 | |
| 1987/1988 | Muggensturm           | Maria Königin der Engel            |      |         |                    | Restaurierung der Schwarz-Orgel |
| 1991      | Wehr                  | St. Martin                         |      | II      | 20                 | Chororgel |
| 1992      | Haßloch               | Christuskirche                     |      | II/P    | 27+2               | im historischen Gehäuse von Johann Michael Hartung von 1754 |
| 1993      | Böblingen             | Ev. Stadtpfarrkirche St. Dionysius |      | III     | 33                 | |
| 1996      | Achern                | Unserer lieben Frau                |      | II      | 33                 | |
| 1997      | Ochsenfurt            | Stadtpfarrkirche St. Andreas       |      | III     | 39                 | |
| 1998      | Gerolzhofen           | Maria vom Rosenkranz               |      | III     | 36                 | Im ältesten erhaltenen Gehäuse von Funtsch und Berns, um 1712 |
| 1999      | Grafenrheinfeld       | Kreuzauffindung                    |      | III     | 43                 | In Anlehnung an Aristide Cavaillé-Coll zu dessen 100. Todesjahr. |
| 2000      | Herbolzheim/Breisgau  | St. Alexius                        |      |         |                    | → Orgel |
| 2002      | Offenburg             | Weingartenkirche                   |      | II/P    | 32                 | → Orgel |
| 2003      | Welschensteinach      | St. Peter und Paul                 |      |         |                    | |
| 2005      | Darmstadt             | St. Ludwig                         |      | III/P   | 43                 | Disponiert im französisch-romantischen Stil. |
| 2006      | Bitburg               | Liebfrauenkirche                   |      |         |                    | |
| 2006      | Stuttgart             | St. Eberhard, Chororgel            |      | II/P    | 10                 | u. Vorabzug und Extension → Orgel |
| 2007      | Bonn                  | St. Winfried                       |      | II/P    | 16                 | [ 3 ] |
| 2008      | Alpirsbach            | Klosterkirche                      |      | III     | 32 + 9 + 4         | Orgelskulptur. Als Sonderkonstruktion kann das fast zwölf Meter hohe und 17 Tonnen schwere Orgelwerk im Kirchenraum verfahren und gedreht werden. → Orgel               |
| 2009      | Feuerthalen, Schweiz  | St. Leonhard                       |      | II/P    |                    | → Orgel |
| 2010      | Steingaden            | Wieskirche                         |      | III/P   | 42                 | → Orgel |
| 2012      | Roth                  | Maria Aufnahme in den Himmel       |      | II/P    | 24                 | Pfeifenabläufe entgegengesetzt zum Tonhöhenverlauf bei der Tastatur → Orgel                                                                                             |
| 2013      | Freiburg im Breisgau  | St. Blasius                        |      | II      | 17                 | → Orgel und Orgel |
| 2013      | Lahnstein             | Johanniskirche                     |      | II/P    | 21                 | |
| 2014      | Konstanz-Petershausen | St. Gebhard                        |      | III/P   | 55                 | Orgel eingeweiht am 13. Juli 2014 → Orgel |
| 2015      | Gelnhausen            | Marienkirche                       |      | II/P    | 14                 | Chororgel mit zwei Manualwerken, mit mobilem dreimanualigen Generalspieltisch, der seit 2018 auch die Hauptorgel ansteuern kann.                                        |
| 2018      | Gelnhausen            | Marienkirche                       |      | III/P   | 41                 | Hauptorgel, mit Chororgel von 2015 zur Orgelanlage verbunden, historisches Gehäuse von Wilhelm August Ratzmann wurde beibehalten und dem originalen Zustand angenähert. |
| 2018      | Hamburg-Stellingen    | Stellinger Kirche                  |      | II/P    | 23                 | zudem Vorabzüge, Extensionen und Wechselschleifen |
| 2019      | Bad Godesberg         | Christuskirche                     |      | II/P    | 31                 | → Orgel |
| 2021      | Ulm-Wiblingen         | Klosterkirche St. Martin           |      | III/P   | 54                 | erste Hauptorgel der Kirche |
| 2022      | Hamburg-Eppendorf     | St. Johannis, Hamburg-Eppendorf    |      | II/P    | numerus nominandus | eingeweiht am Sonntag Misericordias Domini, 1. Mai 2022 |